# Гурк
Гурк ( словен. Krka    ) је аустријски град у округу Санкт Веит ан дер Глан, Корушка. 

## Географија
Насеље Гурк је окружено алпским ливадама и пространим високим шумама. Представља центар слабо насељене долине Гурк. Низводно на реци Гурк, налази се мали град Страсбург, из чијих је тврђава владао бискуп Гурка.   

## Историја
Име Гурк потиче од имена истоимене реке . Подручје је било насељено пре око 2000 година, али је оно добило значај тек након што је Корушку инкорпорирала Баварска. 
Гурк је био бискупско седиште до 1787. Тада је премештено у Клагенфурт. 
Дана 25. јуна 1988. папа Јован Павле II посетио је катедралу и молио се у крипти на гробу Свете Хеме. Прва папин посета у историји Корушке била је велики медијски догађај и довела је хиљаду људи на мису на отвореном испред катедрале. 
Савет Европе је 1998. године, Гурк прогласио „европском општином“.  